# Huecas
Huecas è un comune spagnolo di 661 abitanti situato nella comunità autonoma di Castiglia-La Mancia.